# Grégory Christ
Grégory Christ (Beauvais, 4 ottobre 1982) è un ex calciatore francese, di ruolo centrocampista.

## Carriera
Ha giocato nella massima serie dei campionati belga e ungherese, e nella seconda divisione francese e tedesca.